# Cừu Spælsau

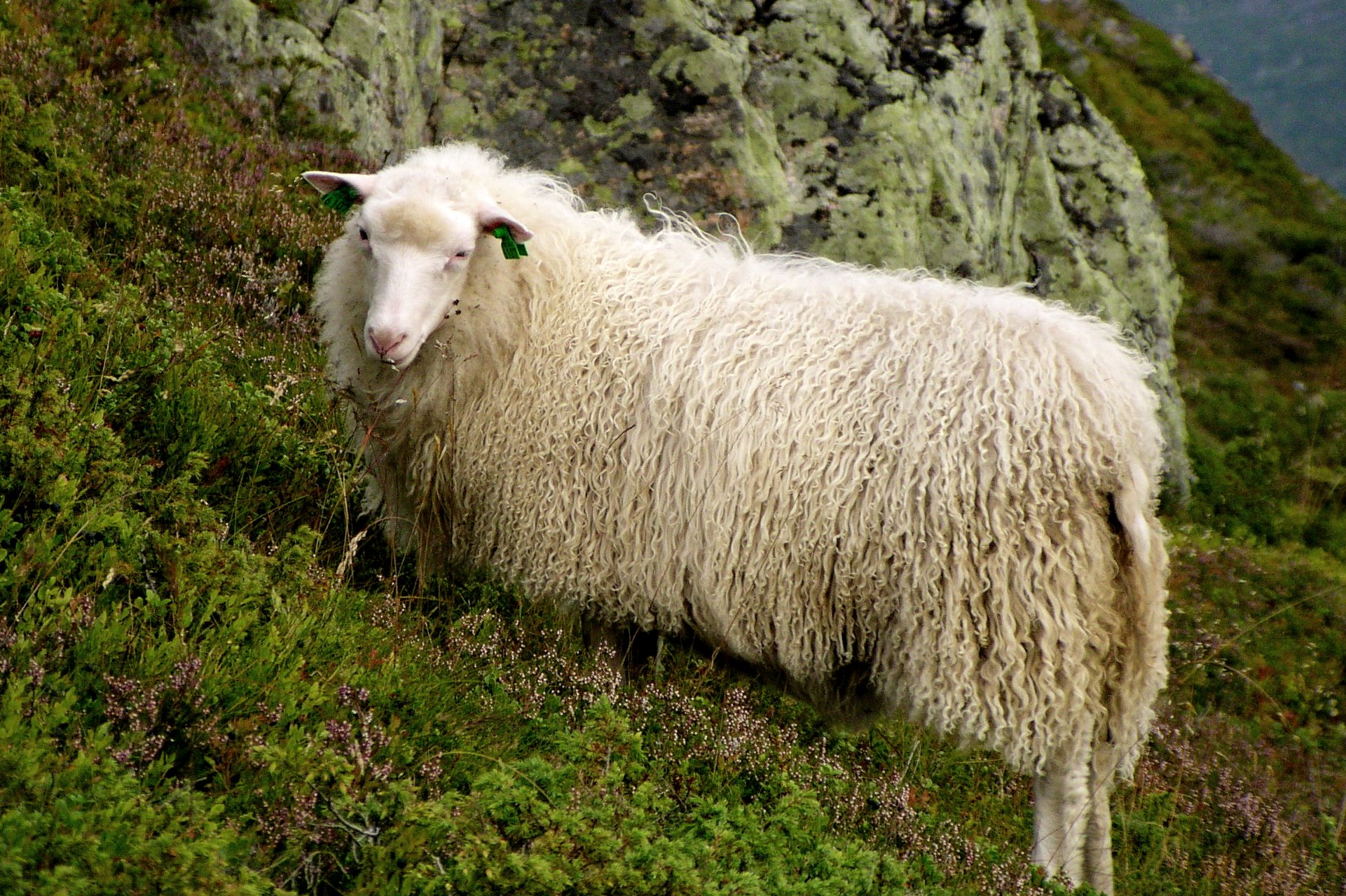
Một con cừu Na Uy

Cừu Spælsau hay còn gọi là cừu Na Uy là một giống cừu nhà có nguồn gốc từ Na Uy. Nhiều người coi Spælsau là đàn giống gốc của cừu ở Na Uy và nó là một trong những giống cừu đuôi ngắn Bắc Âu. Nó cũng được thích nghi với khí hậu và là một động vật gia súc từ thời đại đồ sắt. Dòng máu của cừu spælsau là chiếm khoảng 22% của các con chiên ở Na Uy. Năm 1912, để ngăn chặn sự tuyệt chủng của giống này, hai trạm giống đã được thành lập. Cừu Iceland được lai thông qua tinh dịch nhập khẩu trong các năm 1960 và 1970. Cừu Phần Lan (Finnsheep) và cừu Faroe cũng đã được sử dụng trong các chương trình nhân giống. Giống này được nuôi chủ yếu để lấy thịt cừu.

## Đặc điểm

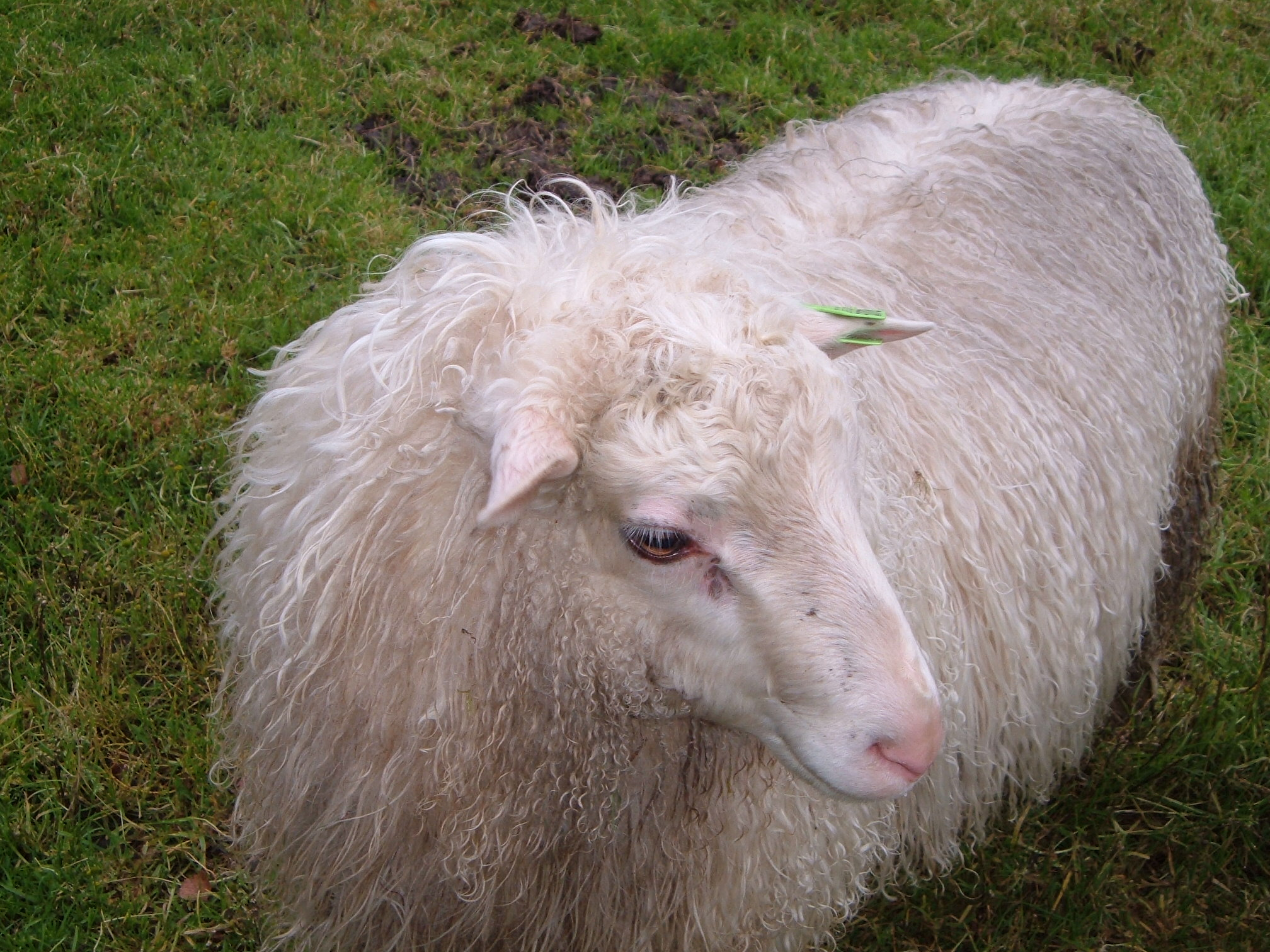
Cừu Na Uy

Đầu nó là nhỏ gọn nhẹ và không cần thực phẩm tập trung nhiều. Thịt có tương đối ít chất béo. Cừu Spælsau cho sữa nhiều, chúng có một bản năng bầy đàn mạnh mẽ, và có thể quản lý tốt ở ngoài trời nhất trong năm. Nhưng nó là dễ bị bệnh về mắt do ăn thực vật một loại cây tên là Narthecium ossifragum. Màu len bao gồm màu đen và trắng nhưng phổ biến trong số các loại cũ (Gamalnorsk và Villsau) nhiều biến thể và sắc thái của màu xám và nâu. Cừu trưởng thành đạt trọng lượng 60 kg (130 lb) 70 kg (150 lb).
Cừu mang đến sữa và thịt có chất lượng tốt. Len được đặc trưng qua việc có hai lớp: Một lớp lông dài bóng lớp ngoài nhấp nhô của len bảo vệ lớp cơ bản chống lại gió và mưa, và một lớp cơ bản mà giữ ấm cừu. Len bảo vệ lâu được sử dụng để dệt truyền thống được tách thành hai sợi sợi xoay chặt thay vì kiểu ba sợi bình thường, dẫn đến một ánh đẹp. Sợi len cừu Spælsau này đã được sử dụng trong các tấm thảm cũ của Na Uy từ thời Phục hưng và Baroque Những cánh buồm tàu Viking được làm từ sợi spælsau. 

## Chăn nuôi

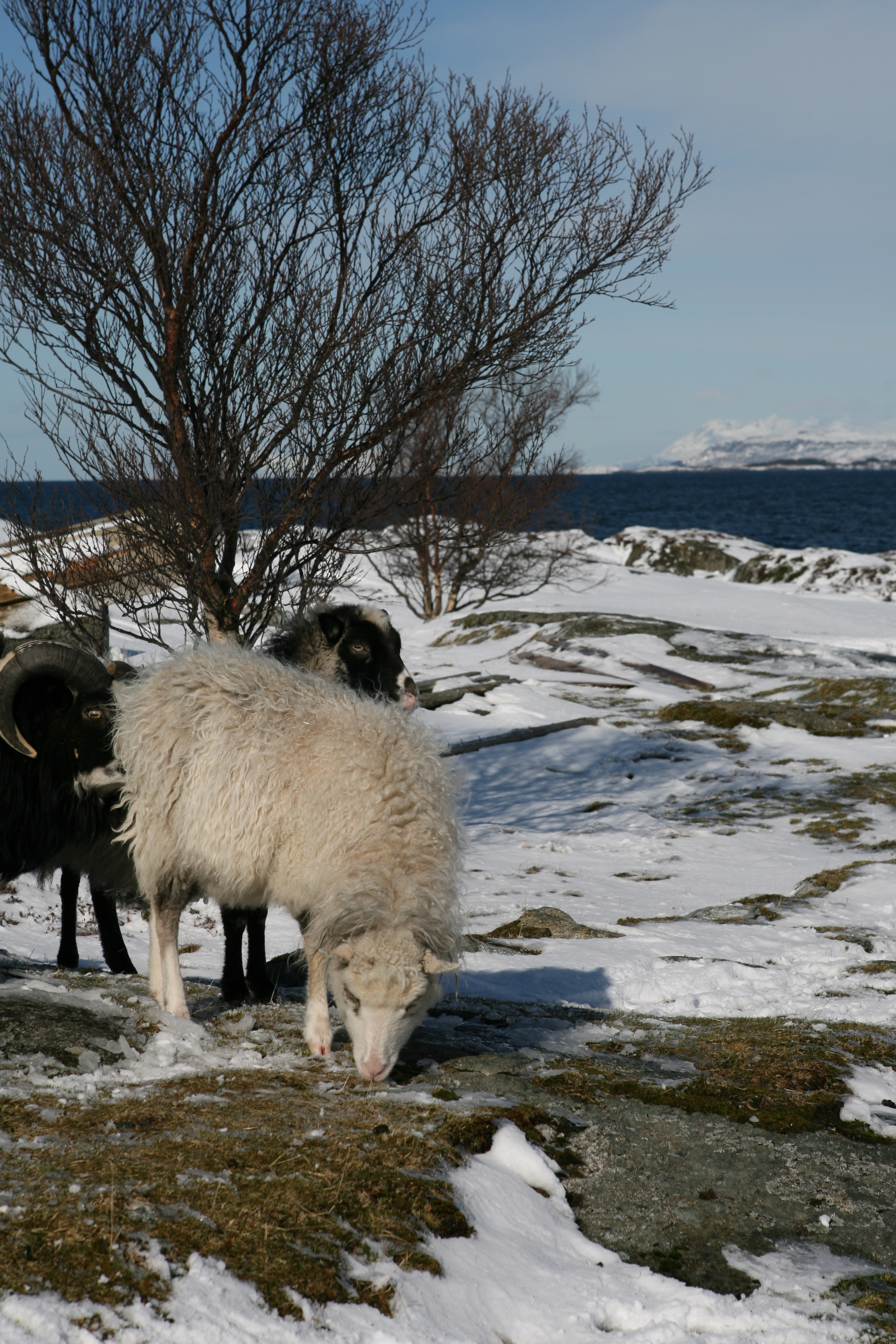
Một con cừu Na Uy cổ

Chúng có tính bầy đàn cao nên dễ quản lý, chúng thường đi kiếm ăn theo đàn nên việc chăm sóc và quản lý rất thuận lợi. Chúng cũng là loài dễ nuôi, mau lớn, ít tốn công chăm sóc. So với chăn nuôi bò thì chúng là vật nuôi dễ tính hơn, thức ăn của chúng rất đa dạng, thức ăn của chúng là những loại không cạnh tranh với lương thực của người. Chúng là động vật có vú ăn rất nhiều cỏ. Hầu hết chúng gặm cỏ và ăn các loại cỏ khô khác, tránh các phần thực vật có gỗ nhiều. Chúng có chế độ hoạt động ban ngày, ăn từ sáng đến tối, thỉnh thoảng dừng lại để nghỉ ngơi và nhai lại. Đồng cỏ lý tưởng cho chúng như cỏ và cây họ Đậu. Khác với thức ăn gia súc, thức ăn chính của chúng trong mùa đông là cỏ khô.
Chúng là loài ăn tạp, có thể ăn được nhiều loại thức ăn bao gồm thức ăn thô xanh các loại như: rơm cỏ tươi, khô, rau, củ quả bầu bí các loại, phế phụ phẩm công nông nghiệp và các loại thức ăn tinh bổ sung như cám gạo ngũ cốc. Mỗi ngày chúng có thể ăn được một lượng thức ăn 15-20% thể trọng. Chúng cần một lượng thức ăn tính theo vật chất khô bằng 3,5% thể trọng. Với nhu cầu 65% vật chất khô từ thức ăn thô xanh (0,91 kg) và 35% vật chất khô từ thức ăn tinh (0,49 kg). Khi cho chúng ăn loại thức ăn thô xanh chứa 20% vật chất khô và thức ăn tinh chứa 90% vật chất khô.
Nguồn nước uống là nhu cầu cơ bản của chúng. Lượng nước cần cho chúng biến động theo mùa và loại và chất lượng thực phẩm mà chúng tiêu thụ. Khi chúng ăn nhiều trong các tháng đầu tiên và có mưa (kể cả sương, khi chúng ăn vào sáng sớm), chúng cần ít nước hơn. Khi chúng ăn nhiều cỏ khô thì chúng cần nhiều nước. Chúng cũng cần uống nước sạch, và có thể không uống nếu nước có tảo hoặc chất cặn. Trong một số khẩu phần ăn của chúng cũng bao gồm các khoáng chất, hoặc trộn với lượng ít.

## Chăm sóc
Sau khi cho phối giống 16-17 ngày mà không có biểu hiện động dục lại là có thể cừu đã có chửa, Căn cứ vào ngày phối giống để chuẩn bị đỡ đẻ cho cừu (thời gian mang thai của cừu 146-150 ngày) nhằm hạn chế cừu sơ sinh bị chết; Có thể bồi dưỡng thêm thức ăn tinh và rau cỏ non cho cừu có chửa nhưng tuyệt đối tránh thức ăn hôi mốc; Khi có dấu hiệu sắp đẻ (bầu vú căng, xuống sữa, sụt mông, âm hộ sưng to, dịch nhờn chảy ra, cào bới sàn…) nên nhốt ở chuồng riêng có lót ổ rơm và chăn dắt gần, tránh đồi dốc.
Thông thường cừu mẹ nằm đẻ nhưng cũng có trường hợp đứng đẻ, tốt nhất nên chuẩn bị đỡ đẻ cho cừu; Sau khi đẻ cừu mẹ tự liếm cho con. Tuy nhiên, vẫn phải lấy khăn sạch lau khô cho cừu con, nhất là ở miệng và mũi cho cừu con dễ thở. Lấy chỉ sạch buộc cuống rốn (cách rốn 4–5 cm), cắt cuống rốn cho cừu con và dùng cồn Iod để sát trùng; Giúp cừu con sơ sinh đứng dậy bú sữa đầu càng sớm càng tốt (vì trong sữa đầu có nhiều kháng thể tự nhiên); Đẻ xong cho cừu mẹ uống nước thoải mái (có pha đường 1% hoặc muối 0.5%)
Cừu con trong 10 ngày đầu sau khi đẻ cừu con bú sữa mẹ tự do; Từ 11-21 ngày tuổi cừu con bú mẹ 3 lần/ngày, nên tập cho cừu con ăn thêm thức ăn tinh và cỏ non, ngon; 80-90 ngày tuổi có thể cai sữa. Giai đoạn này phải có cỏ tươi non, ngon cho cừu con để kích thích bộ máy tiêu hóa phát triển (đặc biệt là dạ cỏ) và bù đắp lượng dinh dưỡng thiếu hụt do sữa mẹ cung cấp không đủ; Cừu sinh trưởng và phát triển nhanh, mạnh ở giai đoạn này.

## Trong ẩm thực

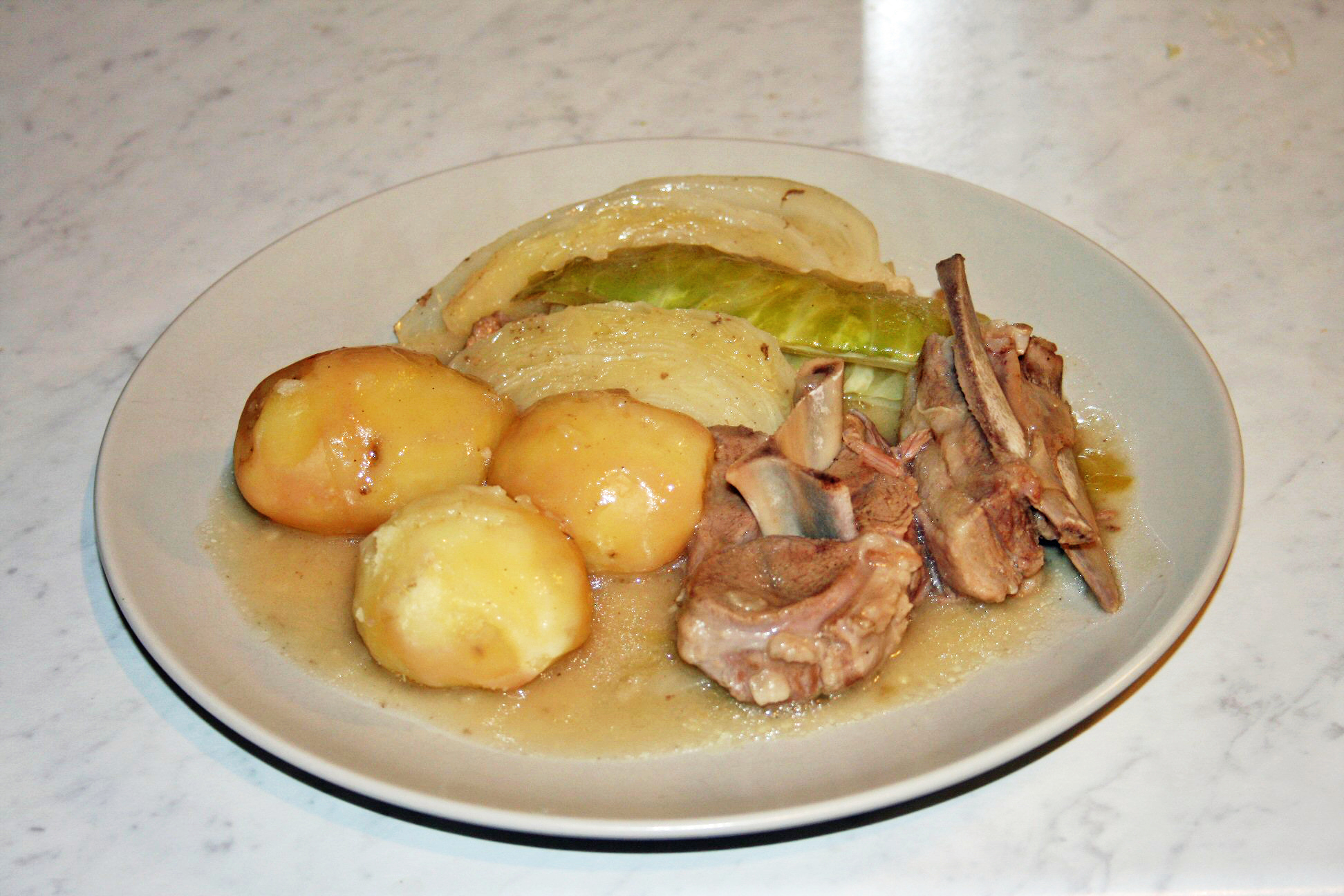
Cừu hầm khoai tây

Cừu Na Uy là nguyên liệu cho món ăn Fårikål là một món ăn truyền thống Na Uy, bao gồm thịt cừu được dọn kèm với bắp cải và hạt tiêu khô và thường thêm một chút bột lúa mì. Ở khu vực miền Bắc, các loại thịt thú săn và chim như tuần lộc, gà gô trắng được chế biến thành rất nhiều món ăn. Món này được nấu cho trong giờ trong nồi, theo truyền thống ăn với khoai tây luộc nguyên vỏ. Món ăn thường được nấu vào đầu mùa thu. Fårikål có nguồn gốc là một món ăn từ khu vực Tây Na Uy, nhưng ngày nay được ăn ở khắp nước.
Ngày lễ Fårikål được tổ chức vào ngày thứ Năm cuối cùng trong tháng Chín mỗi năm.
Fårikål là một từ viết ghép có nghĩa là "cừu trong bắp cải". Trong thập niên 1970, fårikål đã được bầu chọn là món ăn quốc gia của Na Uy theo bầu chọn của chương trình phát thanh phổ biến Nitimen. Ngày 29 tháng 9 năm 2012, sách kỷ lục Guinness đã ghi kỷ lục món Fårikål lớn nhất, nặng 594,2 kg, gồm 60% thịt cừu và 40% bắp cải. Sự kiện diễn ra ở Spikersuppa, Oslo, Na Uy, và có 10.000 khách hiện diện.